# Ademir Marques de Menezes
Ademir Marques de Menezes, noto semplicemente come Ademir o Colosso (Recife, 8 novembre 1922 – Rio de Janeiro, 11 maggio 1996), è stato un calciatore brasiliano, di ruolo attaccante. Con la nazionale brasiliana è stato vicecampione del mondo nel 1950. È considerato uno dei migliori attaccanti brasiliani di tutti i tempi.

## Carriera

### Club
Iniziò la sua carriera nello Sport Club do Recife, per poi passare prima al Vasco da Gama e poi alla Fluminense. Tornato al Sport Recife vi concluse la carriera nel 1959. Ha vinto in totale sei campionati dello stato Rio: cinque con il Vasco da Gama e uno con la Fluminense.
Si dice che gli allenatori brasiliani adottarono e perfezionarono il modulo difensivo 4-2-4 per salvaguardarsi dall'inarrestabile Ademir: per arginare la sua abilità era necessario schierare un difensore centrale in più.

### Nazionale
Era considerato il miglior attaccante del mondo in seguito alle sue prestazioni ai campionati mondiali di calcio del 1950, dei quali fu capocannoniere realizzando 8 reti. Ma quei mondiali furono per Ademir forse il più triste ricordo della sua carriera calcistica: il Brasile infatti perse clamorosamente la gara decisiva del girone finale contro l'Uruguay e Ademir era in campo in quello che dai brasiliani è tutt'oggi ricordato come il Maracanazo.
Ha formato insieme a Zizinho e Jair Rosa Pinto uno dei migliori attacchi della storia della nazionale brasiliana. Ademir inoltre prese parte alla Coppa America nelle edizioni 1945, 1946, 1949 e 1953, segnando 13 gol in 18 presenze, compresa una tripletta nello spareggio contro il Paraguay nel 1949. Con la nazionale brasiliana ha disputato complessivamente 37 partite realizzando 32 reti.

## Statistiche
| Stagione  | Squadra       | Serie | Presenze | Reti  |
| 1939-1940 | Sport Recife  | A     | 30       | 10    |
| 1940-1941 | Sport Recife  | A     | 34       | 11    |
| 1941-1942 | Sport Recife  | A     | 34       | 16    |
| 1942-1943 | Vasco da Gama | A     | 29       | 29    |
| 1943-1944 | Vasco da Gama | A     | 23       | 30    |
| 1944-1945 | Vasco da Gama | A     | 38       | 63    |
| 1945-1946 | Fluminense    | A     | 33       | 31    |
| 1946-1947 | Fluminense    | A     | 33       | 25    |
| 1947-1948 | Fluminense    | A     | 11       | 8     |
| 1948-1949 | Vasco da Gama | A     | 31       | 33    |
| 1949-1950 | Vasco da Gama | A     | 34       | 45    |
| 1950-1951 | Vasco da Gama | A     | 34       | 39    |
| 1951-1952 | Vasco da Gama | A     | 30       | 10    |
| 1952-1953 | San Paolo     | A     | 31       | 22    |
| 1953-1954 | San Paolo     | A     | 30       | 19    |
| 1954-1955 | San Paolo     | A     | 31       | 23    |
| 1955-1956 | San Paolo     | A     | 38       | 24    |
| 1957      | Sport Recife  | A     | 31+17    | 19+17 |
| 1958      | Sport Recife  | A     | 34+20    | 12+21 |
| 1959      | Sport Recife  | A     | 34+20    | 8+10  |

## Palmarès

### Club
- Campionato Pernambucano: 3

Sport Recife: 1941, 1942, 1943
- Campionato Carioca: 6

Vasco da Gama: 1945, 1949, 1950, 1952, 1956
Fluminense: 1946
- Torneio Início do Rio de Janeiro: 4

Vasco da Gama: 1942, 1944, 1945, 1948

### Nazionale
- Copa Roca: 1

1945
- Copa Rio Branco: 2

1947, 1950
- Campeonato Sudamericano de Football: 1

Brasile 1949
- Campionato Panamericano: 1

1952

### Individuale
- Capocannoniere del campionato mondiale di calcio: 1

Brasile 1950 (9 gol)